# Creseis conica
Creseis conica is een slakkensoort uit de familie van de Creseidae. De wetenschappelijke naam van de soort werd voor het eerst geldig gepubliceerd in 1829 door Eschscholtz.